# ウッチ工科大学

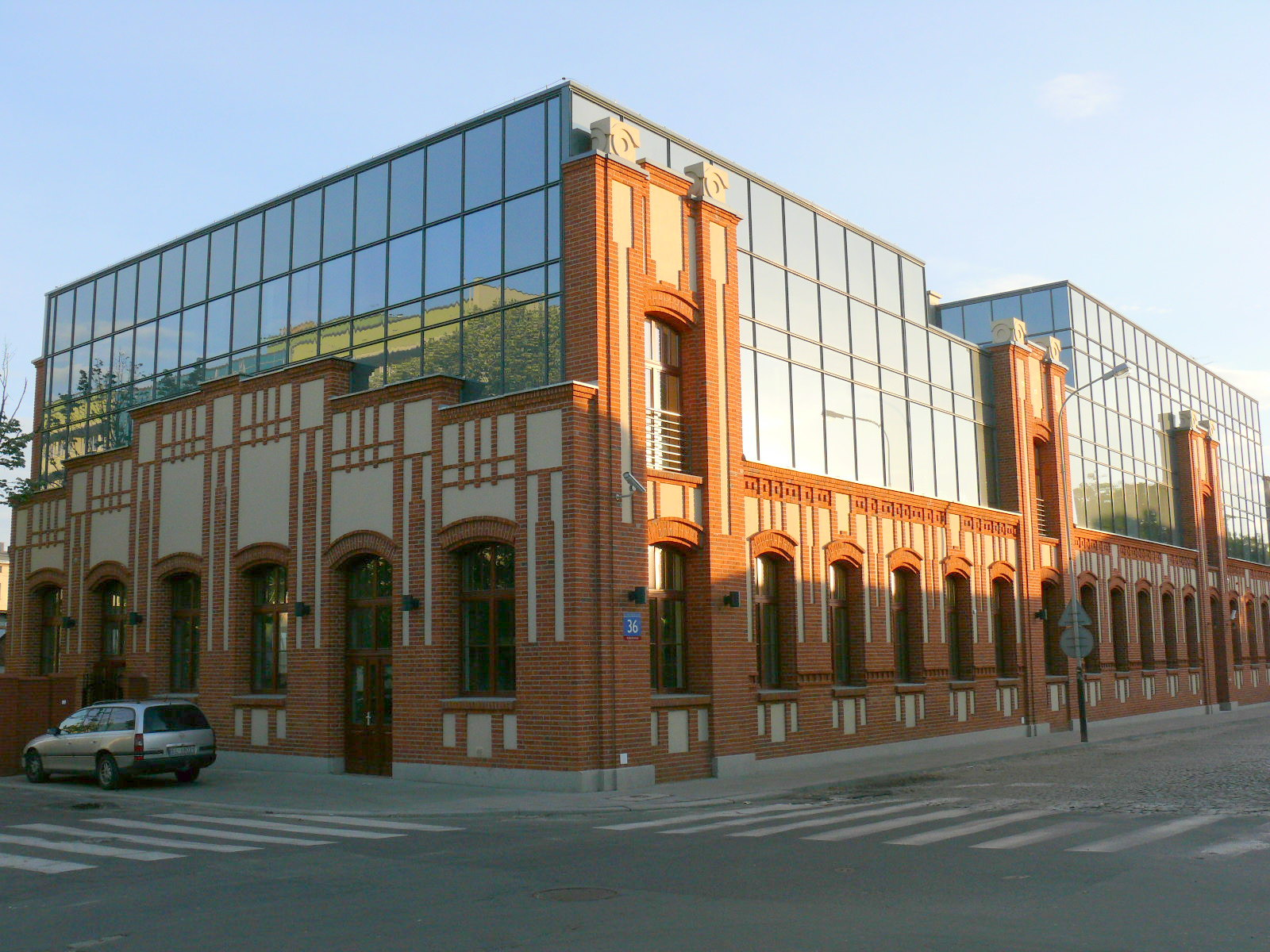
International Faculty of Engineering of TUL

ウッチ工科大学（ウッチこうかだいがく、ポーランド語: Politechnika Łódzka、英: Lodz University of Technology、略称: TUL）は、ポーランド第3の都市ウッチにある公立大学。別名ロッズ工科大学。
ポーランドの教育雑誌「Perspektywy」による2020年の大学ランキングでは、国内工科大学4位にランクしている。
ウッチはポーランド中部ウッチ県に位置し、同国の綿製品生産高の約4割を占める繊維工業の街として知られる。

## 歴史
第二次世界大戦直後の1945年、ウッチに工科大学として設立された。設立当初は機械・繊維工学部、化学学部、電気学部の3学部が設置された。その後、土木・建築系、情報・IT系を含めた総合工科大学となった。

## 学部
- 土木・建築・環境工学
- 機械工学部
- プロセス・環境工学部
- 経営・生産工学部
- 材料科学・繊維デザイン学部
- 化学学部
- バイオテクノロジー・食品工学部
- 電気・電子・コンピュータ制御工学部
- 数理・IT学部

学生数は約15,000人程度で、多分野で英語プログラムを提供しており、2022年のQS世界大学ランキングで801-1000位、同ヨーロッパ＆中央アジア（EECA）大学ランキングで93位となっている。